# Championnats panarabes d'athlétisme 1977
Navigation
Édition suivante
Les Championnats arabes d'athlétisme 1977 se sont déroulés à Damas en Syrie et n'ont pas comporté des compétitions pour dames. En l'absence de l'Égypte, l'Algérie et le Maroc, cette édition a réuni 12 pays dont 4 n'ont obtenu aucune médaille : Le Bahreïn, les Émirats arabes unis, la Mauritanie et la Palestine.

## Résultats
| Event                 | Or                                | Or              | Argent                         | Argent          | Bronze                           | Bronze          |
| --------------------- | --------------------------------- | --------------- | ------------------------------ | --------------- | -------------------------------- | --------------- |
| 100 mètres            | Haythem Nadim Irak                | 10 s 97         | Hedi Essaleh Irak              | 10 s 99         | Farhan Salmeen Qatar             | 11 s 06         |
| 200 mètres            | Fahem Abdessada Irak              | 21 s 56         | Haythem Nadim Irak             | 21 s 69         | Othman Essabi Libye              | 21 s 70         |
| 400 mètres            | Abbes Al Aibi Iraq                | 46 s 83         | Mohamed Abdeljabbar Irak       | 47 s 62         | Al Mahdi Saleh Ahmed Libye       | 47 s 92         |
| 800 mètres            | Faleh Neji Irak                   | 1 min 48 s 51   | Abbes Al Aibi Irak             | 1 min 49 s 27   | Salem Mohamed Salem Libye        | 1 min 49 s 61   |
| 1 500 mètres          | Faleh Neji Irak                   | 3 min 48 s 71   | Mansour Gotti Tunisie          | 3 min 40 s 1    | Mohamed Néji Henchiri Tunisie    | 3 min 40 s 5    |
| 5 000 mètres          | Mansour Gotti Tunisie             | 14 min 27 s 42  | Ali Gammoudi Tunisie           | 14 min 28 s 78  | Mofleh Saad Messaoud Qatar       | 15 min 14 s 32  |
| 10 000 mètres         | Abdelkader Zaddem Tunisie         | 30 min 28 s 51  | Houcine Makni Tunisie          | 30 min 30 s 25  | Mofleh Saad Messaoud Qatar       | 31 min 42 s 99  |
| 3000 mètres steeple   | Samir Mustapha Syrie              | 9 min 28 s 88   | Sabbar Hantouch Irak           | 9 min 41 s 32   | Abdelkarim Jomâa Syrie           | 9 min 56 s 16   |
| 110 mètres haies      | Nasr Sultan Irak                  | 14 s 64         | Jabbar Rehima Irak             | 14 s 78         | Matar Achour Koweït              | 15 s 42         |
| 400 mètres haies      | Taleb Fayçal Irak                 | 50 s 72         | Mohamed Najm Irak              | 52 s 86         | Kamil El Abbassi Arabie saoudite | 53 s 73         |
| Saut en hauteur       | Hussein Ali Hassen Irak           | 2,00 m          | Dib Essaleh Syrie              | 1,95 m          | Kamel Chaïeb Tunisie             | 1,90 m          |
| Saut à la perche      | Rihan Ali Rihan Arabie saoudite   | 4,40 m          | Abdallah Awadh Arabie saoudite | 4,00 m          | Alaa Eddine Salanky Syrie        | 3,80 m          |
| Saut en longueur      | Youssef Khemiri Tunisie           | 7,31 m          | Hussein Dawood Irak            | 7,22 m          | Khaled Methanni Tunisie          | 7,21 m          |
| Triple saut           | Hussein Dawood Irak               | 14,98 m         | Taoufik Talmined Syrie         | 14,82 m         | Nader Jarrah Syrie               | 14,57 m         |
| Lancer du poids       | Mohamed Zenkaoui Koweït           | 16,82 m         | Armous Al-Majiri Libye         | 16,46 m         | Adnan El Houry Syrie             | 15,15 m         |
| lancer du disque      | Abderrazak Ben Hassine Tunisie    | 48,12 m         | Adnan El Houry Syrie           | 45,22 m         | Mohamed Zenkaoui Koweït          | 43,14 m         |
| Lancer du marteau     | Youssef Ben Abid Tunisie          | 53,30 m         | Kadhem Ali Alouane Tunisie     | 46,24 m         | Khaled Ghalloum Koweït           | 43,96 m         |
| Lancer du javelot     | Abdel Rahman El Houry Syrie       | 69,40 m         | Tarek Chaabani Tunisie         | 69,14 m         | Ali Memmi Tunisie                | 68,38 m         |
| Décathlon             | Elie Sfeir Liban                  | 6453 pts        | Zakaria Younes Syrie           | 6295 pts        | Foued Touir Syrie                | 6017 pts        |
| Marathon              | Shetioui El Bishi Arabie saoudite | 2 h 36 min 44 s | Akl Hamdane Syrie              | 2 h 39 min 58 s | Nader El Outaïbi Arabie saoudite | 2 h 46 min 15 s |
| Relais 4 × 100 mètres | Irak                              | 41 s 07         | Koweït                         | 41 s 50         | Arabie saoudite                  | 42 s 17         |
| Relais 4×400 mètres   | Irak                              | 3 min 09 s 76   | Arabie saoudite                | 3 min 12 s 39   | Libye                            | 3 min 15 s 1    |

## Tableau des médailles
| Rang | Nation          | Or | Argent | Bronze | Total |
| ---- | --------------- | -- | ------ | ------ | ----- |
| 1    | Irak            | 11 | 9      | 0      | 20    |
| 2    | Tunisie         | 5  | 4      | 4      | 13    |
| 3    | Syrie           | 2  | 5      | 5      | 12    |
| 4    | Arabie saoudite | 2  | 2      | 3      | 7     |
| 5    | Koweït          | 1  | 1      | 3      | 5     |
| 6    | Liban           | 1  | 0      | 0      | 1     |
| 7    | Libye           | 0  | 1      | 4      | 5     |
| 8    | Qatar           | 0  | 0      | 3      | 3     |
| -    | Total           | 22 | 22     | 22     | 66    |